# Aeroporto di Sármellék

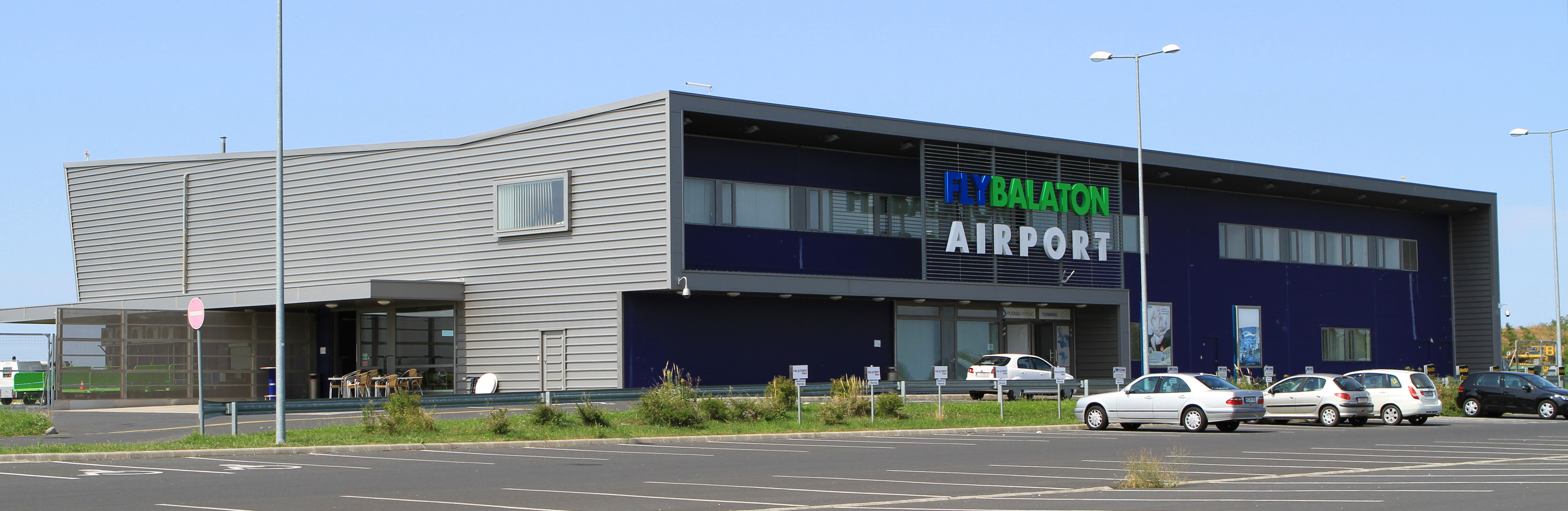
Airport FlyBalaton

L'aeroporto internazionale di Sármellék (IATA: SOB, ICAO: LHsm) (in ungherese: Sármellék Nemzetközi Repülőtér) conosciuto anche come Aeroporto FlyBalaton è un aeroporto dell'Ungheria situato nei pressi del lago Balaton, facilmente raggiungibile dall'Autostrada M7.

## Storia
Un aeroporto militare era già attivo fin dagli anni quaranta. Funzionò come aeroporto dell'aviazione ungherese fino al 1960, in seguito fu usato dall'aviazione dell'Unione Sovietica fino all'autunno del 1990. La pista attuale fu costruita nel 1982. I primi voli civili sono iniziati nel 1991 e dal 15 maggio 2002 è il secondo aeroporto del paese dopo Budapest.
L'aeroporto è di proprietà dei comuni di Sármellék e Zalavár a partire dal 2002 ed è gestito dalla società irlandese/ungherese Cape Clear Aviation Ltd dal 2004